# 70e méridien est
En géographie, le 70e méridien est est le méridien joignant les points de la surface de la Terre dont la longitude est égale à 70° est.

## Géographie

### Dimensions
Comme tous les autres méridiens, la longueur du 70e méridien correspond à une demi-circonférence terrestre, soit 20 003,932 km. Au niveau de l'équateur, il est distant du méridien de Greenwich de 7 792 km,.
Avec le 110e méridien ouest, il forme un grand cercle passant par les pôles géographiques terrestres.

### Régions traversées
En commençant par le pôle Nord et descendant vers le sud au pôle Sud, Le 70e méridien est passe par:
| Coordonnées          | Pays, territoire ou mer                     | Notes |
| -------------------- | ------------------------------------------- | --- |
| 90° 00′ N, 70° 00′ E | Océan Arctique                              | |
| 81° 00′ N, 70° 00′ E | Mer de Kara                                 | |
| 73° 11′ N, 70° 00′ E | Russie                                      | Île Bely |
| 73° 00′ N, 70° 00′ E | Détroit de Malyguine                        | |
| 72° 52′ N, 70° 00′ E | Russie                                      | |
| 55° 11′ N, 70° 00′ E | Kazakhstan                                  | |
| 41° 47′ N, 70° 00′ E | Ouzbékistan                                 | |
| 40° 44′ N, 70° 00′ E | Tadjikistan                                 | |
| 40° 14′ N, 70° 00′ E | Kirghizistan                                | |
| 39° 32′ N, 70° 00′ E | Tadjikistan                                 | |
| 37° 33′ N, 70° 00′ E | Afghanistan                                 | |
| 34° 03′ N, 70° 00′ E | Pakistan                                    | Khyber Pakhtunkhwa                                                                                          |
| 33° 44′ N, 70° 00′ E | Afghanistan                                 | |
| 33° 08′ N, 70° 00′ E | Pakistan                                    | Khyber Pakhtunkhwa Baloutchistan Punjab Baloutchistan - sur environ 10 km Punjab Sindh                      |
| 27° 32′ N, 70° 00′ E | Inde                                        | Rajasthan                                                                                                   |
| 26° 35′ N, 70° 00′ E | Pakistan                                    | Sindh |
| 24° 10′ N, 70° 00′ E | Inde                                        | Gujarat |
| 22° 54′ N, 70° 00′ E | Océan Indien                                | Golfe de Kutch                                                                                              |
| 22° 35′ N, 70° 00′ E | Inde                                        | Gujarat - passe par Jamnagar                                                                                |
| 21° 12′ N, 70° 00′ E | Océan Indien                                | |
| 49° 09′ S, 70° 00′ E | Terres australes et antarctiques françaises | Îles Kerguelen                                                                                              |
| 49° 43′ S, 70° 00′ E | Océan Indien                                | |
| 60° 00′ S, 70° 00′ E | Océan Austral                               | |
| 68° 15′ S, 70° 00′ E | Antarctique                                 | Territoire Antarctique australien, Revendications territoriales en Antarctique revendiqués par l' Australie |